# Les Nouveaux Visages de l'antisémitisme
Pour plus de détails, voir Fiche technique et Distribution.
Les Nouveaux Visages de l'antisémitisme ou Élus et Exclus – La Haine des Juifs en Europe est un film documentaire allemand, produit et réalisé par les producteurs allemands Joachim Schröder et Sophie Hafner en 2015. Le film évoque les différentes formes de la haine des juifs dans l’Europe contemporaine.
Bien que validé en avril 2015 par les éditeurs de la chaîne Arte, le documentaire n’est pas dévoilé au public franco-allemand à la demande de la direction de la chaîne qui possède les droits de diffusion, arguant de son traitement intensif de la question sous l’angle du conflit israélo-palestinien. À la suite d’une vague de protestations, Arte se ravise et programme sa diffusion le mercredi 21 juin à 23 heures.
Les points de vue des spécialistes sont controversés. Sollicités pour en donner une analyse, l'historien Johann Chapoutot, le sociologue Samuel Ghiles-Meilhac et l'expert de l'extrême droite Nicolas Lebourg portent sur le reportage un jugement « sévère », « unanime et accablant ». Les historiens Götz Aly et Michael Wolffsohn (de) ont au contraire pris sa défense à la suite de son retrait de la programmation.

## Résumé
Le film débute au Parlement européen. Le 23 juin 2016, Mahmoud Abbas y fait un discours durant lequel il affirme notamment qu'« un certain nombre de rabbins en Israël ont tenu des propos clairs, demandant à leur gouvernement d’empoisonner l’eau pour tuer les Palestiniens ». À son issue, les députés présents saluent le discours par une standing ovation. La communauté juive et le gouvernement israéliens dénoncent des propos antisémites,.
En synthèse, le documentaire dépeint un antisémitisme latent ou assumé de certains membres du Parlement européen, dans des villes françaises et allemandes. Il produit des extraits de programmes antisémites sur la chaîne Al-Aqsa TV (avant que le signal de la chaîne ne soit coupé de la plate-forme satellitaire Eutelsat), dans le rap, et chez certains journalistes. Une longue partie est consacrée au rôle des ONG pro-palestiniennes qualifiées pour certaines d'antisémites par le réalisateur. Les séquences qui leur sont consacrées ont été tournées en grande partie à Gaza et en Israël.
Selon Arrêt sur images, il présente aussi une « analyse plus que discutable » de l'attaque du Bataclan le 13 novembre 2015, selon une théorie faisant de cet attentat un acte aux motivations antisémites.

## Analyses
L'historien Michael Wolffsohn (de) déclare au Frankfurter Allgemeine Zeitung que « le film est de loin le meilleur documentaire, le plus intelligent et le plus profond de l'histoire sur ce sujet, tout en étant très vrai et d’actualité ». Quant à Götz Aly, autre historien allemand, il écrit dans le Berliner Zeitung qu'il a évalué le film : « Il tire sa force d'une recherche intensive et de perspectives variées. Cela vaut particulièrement pour les scènes de manifestation de la droite ou de la gauche radicale en Allemagne et en France, les entretiens avec des militants de la paix protestants, les séquences parmi le Parlement européen, les concerts de rock et les vidéos de rap ».
Selon Johann Chapoutot, le documentaire est médiocre. « La thèse d’ensemble est d’une grossièreté intellectuelle et morale intenable : en gros, une première Shoah a été perpétrée par des Allemands intoxiqués à l’antisémitisme depuis le Golgotha (…) et une seconde se prépare chez des Arabes/Musulmans (?) qui ont sucé la haine des Juifs avec le lait maternel et prophétique. » Il estime également que le casting « relève de la manipulation intellectuelle » et les auteurs « prennent les spectateurs eux-mêmes pour des imbéciles ».
Selon Samuel Ghiles-Meilhac, les « formes actuelles d'antisémitisme sont des sujets sérieux, en particulier en Europe. Ce documentaire prétend les présenter au public et les dénoncer. Mais, entre les intentions proclamées dans le titre (…) et le résultat, l'écart créé la sensation d'un grand gâchis confus et biaisé ». Il rajoute que « le goût de la révélation qui anime ce documentaire amène à des accusations expéditives peu documentées. Critiquer l'organisation israélienne B'Tselem et le rappeur français Médine est légitime. Laisser entendre que la première défend un discours négationniste et que le second considère que "les sionistes dirigent le monde" relève de la diffamation ».
Selon Nicolas Lebourg, « dans ce film qu’on ne saurait qualifier de documentaire, le spectateur de vidéos conspirationnistes [se] retrouvera avec plaisir (…) : la pieuvre transnationale anti-israélienne est partout, brasse des colossaux flux d’argent, oriente les médias et la politique ». Il estime ainsi que « deux procédés typiques de la pensée conspirationniste sont en permanence utilisés : l’amalgame et la confusion entre la partie et le tout. L’antisémitisme, l’antijudaïsme et la critique de la politique israélienne sont traités comme un seul objet, si bien que le christianisme, l’islam et la civilisation européenne sont représentés comme fondamentalement antijuifs ». Relativement au conflit israélo-palestinien, le film passe du « président palestinien à un dignitaire nazi, travers[e] la Seconde guerre mondiale uniquement à travers le personnage du Grand Mufti, les 900 000 hommes de la Waffen SS sont réduits aux volontaires musulmans bosniaques, et, après avoir ainsi réduit le nazisme au Grand Mufti, c’est l’Organisation de Libération de la Palestine qui est réduite à son ca… [D]e là on passe à Arafat, décrit sans évolution, et à l’argent que l’Europe dépense pour les Palestiniens. Un argent dilapidé car les territoires palestiniens bénéficieraient d’un développement économique et technologique permis par Israël mais hélas détruit par la corruption : on est là dans une représentation coloniale typique en même temps que dans ce processus de confusion entre parties et totalité des phénomènes ».

## Déprogrammation puis reprogrammation
En février 2017, la direction francophone de la chaîne refuse la diffusion du documentaire Un peuple élu et mis à part : L'Antisémitisme en Europe, écrit et réalisé par deux cinéastes allemands, Joachim Schroeder et Sophie Hafner. Le projet est porté par le pôle allemand d’Arte en coopération avec la Radiodiffusion de l'Allemagne de l'Ouest. Il avait été validé en avril 2015 malgré l'opposition de la présidente d'Arte France, Véronique Cayla, du directeur des programmes Alain Le Diberder et leurs responsables de secteurs qui ont estimé que « son contenu n’était pas en adéquation avec la ligne éditoriale de la chaîne sur la question de l’antisémitisme ».
La direction d'Arte assure le CRIF que « la déprogrammation n'avait rien à voir avec le sujet de l'antisémitisme, mais avec le respect des procédures internes dans la programmation des émissions au sein de la structure de la Chaîne ». Finalement, le documentaire est diffusé le 21 juin et suivi d'un débat.

## Réactions

### Diffusion sur le site web deBild
Le 13 juin 2017, le tabloïd allemand Bild met le documentaire en accès libre pendant 24 heures sur son site internet. Le directeur des rédactions du quotidien Julian Reichelt (de) a justifié cette diffusion en expliquant : « Notre responsabilité historique nous oblige à nous confronter à l'indicible que nous révèle ce documentaire. Pour que nous puissions tous savoir de quoi il en retourne ». Il souligne que « depuis des semaines on discute de ce documentaire, produit avec l'argent des impôts, jusque dans les plus hautes sphères de la politique. Sans que les citoyens ne puissent le voir. Sans qu'ils puissent se faire un avis ». Il mentionne aussi « qu'on soupçonne Arte de refuser de diffuser ce documentaire pour des raisons politiques, notamment du côté français ».

### Critiques de la déprogrammation
Cette déprogrammation a été condamnée par un groupe d'experts qui avaient été chargés d'évaluer le film et qui l'ont complimenté. Ils ont demandé qu'il soit diffusé. Cette demande est appuyée par le Conseil central des Juifs en Allemagne. Le gouvernement israélien de son côté a fait demander officiellement, par son ambassadeur à Paris, que film soit diffusé. 
Selon Luc Rosenzweig, le motif du refus de la diffusion du documentaire est qu'il « met trop en lumière la haine antijuive qui progresse dans la sphère arabo-musulmane et dans une certaine gauche obsédée par l’antisionisme. ».

### Réponse d'Arte France aux critiques
Le 8 juin, Alain Le Diberter, directeur des programmes d'Arte France a réfuté toute censure dans une lettre ouverte publiée sur Der Spiegel. Le 13 juin, la chaîne Arte a qualifié l'action de Bild de « déconcertante » tout en affirmant qu'elle n'avait « aucune objection à ce que le public se fasse sa propre idée sur le film ». Elle réitère cependant son refus à diffuser le documentaire « pour ne pas légitimer un film qui s'éloigne gravement du concept qui avait été convenu ».
Après avoir assuré qu’elle ne diffuserait pas ce film sous la pression publique, la direction de la chaîne franco-allemande est revenue sur sa décision. Le film est diffusé sur la chaîne le 21 juin 2017 à 23 heures. Alain Le Diberder avait estimé que le film était un « brûlot ».

## Fiche technique
- Titre : Les Nouveaux Visages de l’antisémitisme ou Un peuple élu et mis à part : L'Antisémitisme en Europe.
- Réalisation : Joachim Schroeder et Sophie Hafner.
- Images :
- Montage :
- Langues : allemand, français.
- Genre : documentaire.
- Pays d'origine :  Allemagne.